# Geissanthus pichinchae
Geissanthus pichinchae é uma espécie de planta da família Myrsinaceae. É endêmica do Equador.